# Lijst van landen naar koffieproductie

Een kaart met de koffieproducerende gebieden per koffiesoort:
r: Coffea canephora
m: Coffea canephora en Coffea arabica
a: Coffea arabica

Deze lijst van landen naar koffieproductie geeft de totale koffieproductie van elk koffie-exporterend land weer.

## Landen
| Land                          | Zakken van 60 kg | Kilogram      | Pond          |
| ----------------------------- | ---------------- | ------------- | ------------- |
| Brazilië                      | 42.512.000       | 2.550.720.009 | 5.611.584.000 |
| Vietnam                       | 15.000.000       | 900.000.000   | 1.980.000.000 |
| Colombia                      | 11.600.000       | 696.000.000   | 1.531.200.000 |
| Indonesië                     | 6.850.000        | 411.000.000   | 904.200.000   |
| Ethiopië                      | 6.500.000        | 330.000.000   | 726.000.000   |
| India                         | 5.005.000        | 300.300.000   | 660.660.000   |
| Mexico                        | 4.500.000        | 270.000.000   | 594.000.000   |
| Guatemala                     | 4.000.000        | 240.000.000   | 528.000.000   |
| Peru                          | 3.500.000        | 210.000.000   | 462.000.000   |
| Honduras                      | 2.700.000        | 162.000.000   | 356.400.000   |
| Oeganda                       | 2.500.000        | 150.000.000   | 330.000.000   |
| Ivoorkust                     | 2.350.000        | 141.000.000   | 310.200.000   |
| Costa Rica                    | 1.808.000        | 108.480.000   | 238.656.000   |
| El Salvador                   | 1.374.000        | 82.440.000    | 181.368.000   |
| Nicaragua                     | 1.300.000        | 78.000.000    | 171.600.000   |
| Papoea-Nieuw-Guinea           | 1.125.000        | 67.500.000    | 148.500.000   |
| Ecuador                       | 1.000.000        | 60.000.000    | 132.000.000   |
| Thailand                      | 1.000.000        | 60.000.000    | 132.000.000   |
| Tanzania                      | 917.000          | 55.020.000    | 121.044.000   |
| Dominicaanse Republiek        | 900.000          | 54.000.000    | 118.800.000   |
| Kenia                         | 850.000          | 51.000.000    | 112.200.000   |
| Venezuela                     | 850.000          | 51.000.000    | 112.200.000   |
| Kameroen                      | 750.000          | 45.000.000    | 99.000.000    |
| Filipijnen                    | 728.000          | 43.680.000    | 96.096.000    |
| Congo-Kinshasa                | 500.000          | 30.000.000    | 66.000.000    |
| Burundi                       | 481.000          | 28.860.000    | 63.492.000    |
| Madagaskar                    | 425.000          | 25.500.000    | 56.100.000    |
| Haïti                         | 350.000          | 21.000.000    | 46.200.000    |
| Rwanda                        | 350.000          | 21.000.000    | 46.200.000    |
| Guinee                        | 275.000          | 16.500.000    | 36.300.000    |
| Cuba                          | 225.000          | 13.500.000    | 29.700.000    |
| Togo                          | 170.000          | 10.200.000    | 22.440.000    |
| Bolivia                       | 150.000          | 9.000.000     | 19.800.000    |
| Zambia                        | 110.000          | 6.600.000     | 14.520.000    |
| Angola                        | 100.000          | 6.000.000     | 13.200.000    |
| Centraal-Afrikaanse Republiek | 100.000          | 6.000.000     | 13.200.000    |
| Panama                        | 100.000          | 6.000.000     | 13.200.000    |
| Zimbabwe                      | 75.000           | 4.500.000     | 9.900.000     |
| Haïti                         | 47.000           | 2.800.000     | 6.100.000     |
| Nigeria                       | 45.000           | 2.700.000     | 5.940.000     |
| Ghana                         | 35.000           | 2.100.000     | 4.620.000     |
| Jamaica                       | 35.000           | 2.100.000     | 4.620.000     |
| Sri Lanka                     | 35.000           | 2.100.000     | 4.620.000     |
| Malawi                        | 25.000           | 1.500.000     | 3.300.000     |
| Paraguay                      | 25.000           | 1.500.000     | 3.300.000     |
| Sierra Leone                  | 25.000           | 1.500.000     | 3.300.000     |
| Trinidad en Tobago            | 11.000           | 660.000       | 1.452.000     |
| Congo-Brazzaville             | 3.000            | 180.000       | 396.000       |
| Equatoriaal-Guinea            | 3.000            | 180.000       | 396.000       |
| Gabon                         | 2.000            | 120.000       | 264.000       |
| Benin                         | 1.000            | 60.000        | 151.515       |